# Catálogo Hipparcos

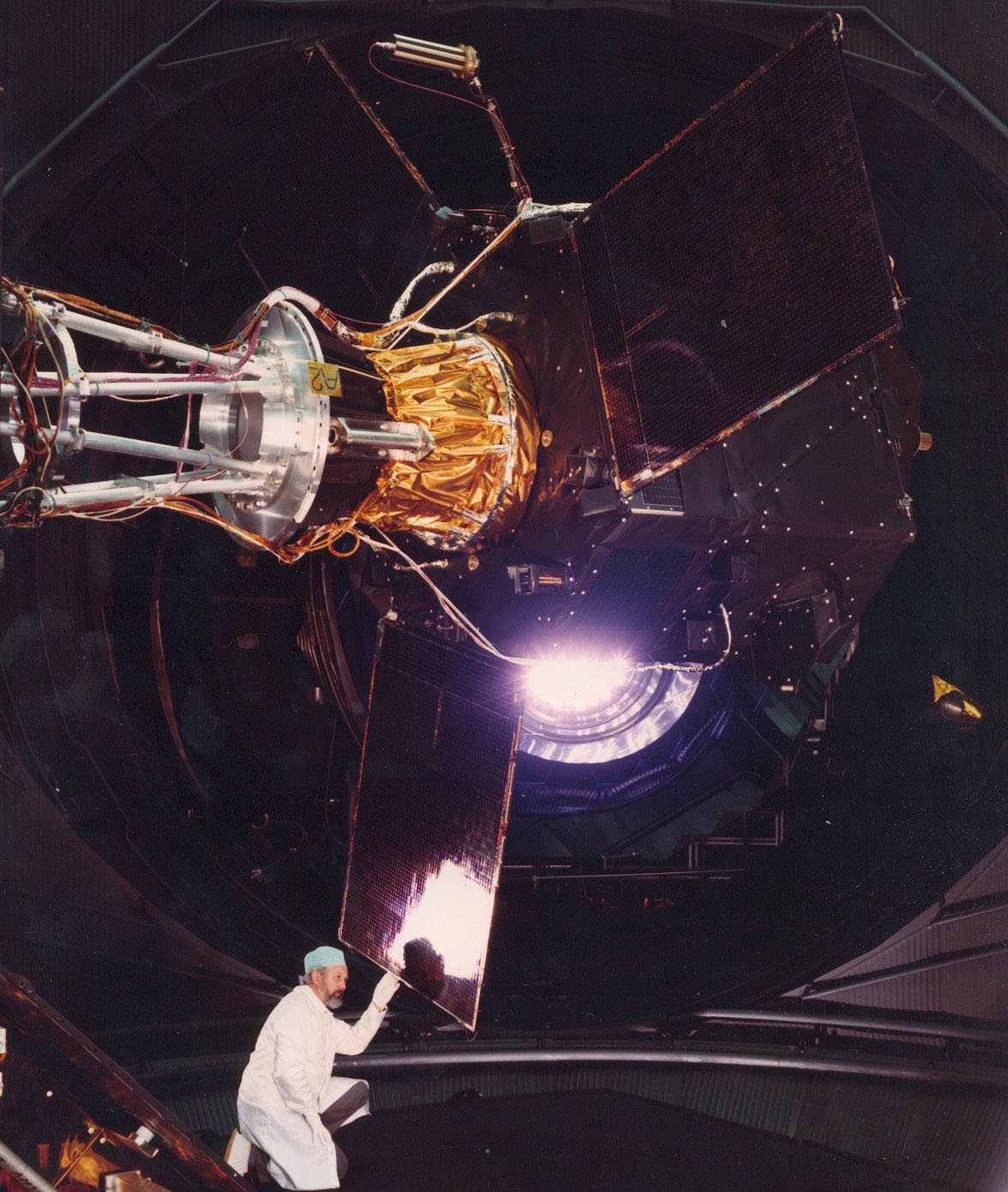
Satélite Hipparcos: pruebas en el Gran Simulador Solar, ESTEC

Los catálogos Hipparcos y Tycho (Tycho-1) son los productos primarios de la misión astrométrica Hipparcos de la Agencia Espacial Europea (ESA). El satélite, que funcionó durante casi cuatro años, obtuvo datos científicos de alta calidad desde noviembre de 1989 a marzo de 1993.
El catálogo Hipparcos, publicado en 1997, tiene 118 218 estrellas con un nivel astrométrico de 1 a 3 miliarcosegundos, mientras el catálogo Tycho tiene algo más de 1 050 000 estrellas. El primero de ellos es completo hasta magnitud +7,3.
Los catálogos contienen una gran cantidad de datos astrométricos y fotométricos de muy alta calidad. Además, llevan asociados anexos que ofrecen datos de variabilidad y de estrellas dobles y múltiples, así como medidas astrométricas y fotométricas del sistema solar. Las partes principales se proporcionan tanto en forma impresa como en forma legible por máquina.
La tarea de análisis de los datos globales, procedentes de cerca de 125 Gigabytes de datos crudos de satélite, fue un proceso largo y complejo emprendido por los consorcios NDAC y FAST —conjuntamente responsables de la confección del Catálogo Hipparcos— y el consorcio TDAC, responsable de la confección del catálogo Tycho. Un cuarto consorcio científico, el consorcio INCA, fue responsable de la construcción del programa de observación de Hipparcos, compilando los mejores datos de las estrellas seleccionadas antes de incorporarlos en el catálogo de entrada de Hipparcos. La elaboración de los catálogos Hipparcos y Tycho marca el final formal de la participación de la misión de la Agencia Espacial Europea con los cuatro consorcios científicos. Más tarde, el catálogo de datos Tycho fue analizado de nuevo, dando lugar al catálogo Tycho-2, cuya precisión es mayor. Este último incorpora datos provenientes de 2 539 913 estrellas.
Una misión similar a Hipparcos, GAIA, está programada para el futuro próximo y dará lugar a un catálogo más amplio y preciso.